# Jan van Stolk (politicus)
Jan van Stolk Jacobszoon (Rotterdam, 21 oktober 1826 - aldaar, 31 juli 1880), telg uit het geslacht Van Stolk, was van 1867 tot 1877 lid van de gemeenteraad van Rotterdam en van 1878 tot 1880 voor het kiesdistrict Rotterdam lid van de Tweede Kamer. Hij was de zoon van een (rijke) Rotterdamse koopman. Hij hield zich in de Kamer vooral bezig met handel en koloniale zaken. Voor zijn politieke carrière was hij houthandelaar en koopman in Nederlands-Indië. Van Stolk trouwde tweemaal en kreeg twee dochters en één zoon.
- Biografisch Portaal: 40397434
- Parlement.com: vg09ll9jb6wx